# فهرست افراد نام‌برده‌شده در اسناد پاناما
این صفحه فهرست افراد نام برده شده در اسناد پاناما است.

## رؤسای حکومت

### کنونی
- مائوریسیو ماکری، رئیس‌جمهور آرژانتین[۱]
- سیگموندور گونلاگسون، نخست‌وزیر ایسلند[۱]
- سلمان بن عبدالعزیز آل سعود، پادشاه عربستان سعودی[۱]
- خلیفه بن زاید آل نهیان، رئیس امارات متحده عربی و ابوظبی[۱]
- پترو پروشنکو، رئیس‌جمهور اوکراین[۱]

### سابق
- بیدزینا ایوانیشویلی، نخست‌وزیر گرجستان[۱]
- ایاد علاوی، نخست‌وزیر عراق[۱]
- علی ابو الراغب، نخست‌وزیر اردن[۱]
- حمد بن خلیفه آل ثانی، امیر قطر[۱]
- حمد بن جاسم بن جبر آل ثانی، نخست‌وزیر قطر[۱]
- احمد المیرغنی، رئیس‌جمهور سودان[۱]
- پاولو لازارنکو، نخست‌وزیر اوکراین[۱]
- ایون استورزا، نخست‌وزیر مولداوی[۲][۳][۴]

## دیگر مسئولان حکومتی
الجزایر
- عبدالسلام بوشوارب، وزیر صنعت و معدن[۱]

 آنگولا
- خوزه ماریا بوتلو دی واسکونچلوس، وزیر نفت[۱]

 آرژانتین
- نستور گریندتی، شهردار لانوس[۱]

 بوتسوانا
- یان کیربی، رئیس دادگاه استیناف بوتسوانا[۱]

 برزیل
- یواکیم باربوسا، رئیس‌جمهور سابق و قاضی دادگاه فدرال عالی[۵]
- جوائو لیرا، عضو مجلس نمایندگان[۱]

 کامبوج
- آنگ وونگ واثانا، وزیر دادگستری[۶]

 شیلی
- آلفردو اوواله رودریگز، وابسته به سازمان اطلاعات شیلی[۱]

 جمهوری دموکراتیک کنگو
- جاینت کابیلا، عضو شورای ملی[۷]

 جمهوری کنگو
- برونو ایتوئا، وزیر تحقیقات و نوآوری[۱]

 اکوادور
- گالو چیریبوگا دادستان کشور[۱]
- پدرو دل گادو، رئیس سابق بانک مرکزی اکوادور[۱]

 فرانسه
- پاتریک بالکانی، سیاست‌مدار، معاون حزب جمهوری‌خواهان (فرانسه), شهردار لوالوآ-پره[۱]
- جروم کائوزاک، وزیر سابق بودجه[۱]

 یونان
- استاوروس پاپاستاورو، مشاور نخست‌وزیر سابق کوستاس کارامانلیس و آنتونیس ساماراس[۱]

 مجارستان
- ژولت هوروت، عضو سابق مجلس ملی مجارستان[۸]

 ایسلند
- بیارنی بندیکتسون، وزیر اقتصاد ایسلند[۱]
- جولیوس ویفیل اینگوارسون، عضو شورای شهر ریکیاویک[۹]
- اولاف نوردال، وزیر کشور ایسلند[۱۰]

 هند
- آنوراگ کجریوال، دبیرکل سابق حزب لوک ساتا (شعبه دهلی)[۱]

 کنیا
- کالپانا راوال، معاون قاضی‌القضات دادگاه عالی کنیا[۱]

 مالت
- کنراد میزی، وزیر انرژی و سلامت[۱]

 نیجریه
- جیمز ایبوری، فرماندار سابق ایالت دلتا[۱]

 کره شمالی
- کیم چول سام، نماینده بانک دائدونگ و احتمالاً از مقامات بلندپایه کشور[۱۱][۱۲][۱۳]

 پاکستان
- فرخ عرفان، قاضی دادگاه عالی لاهور[۱۴]
- رحمان مالک، وزیر اسبق کشور و رئیس سابق آژانس تحقیقات فدرال پاکستان[۱۴]
- مالک محمد قیوم، وکیل ارشد دادگاه عالی و دادستان سابق کشور[۱۴]
- انور سیف‌الله خان، نماینده مجلس سنای پاکستان، وزیر سابق نقت و منابع طبیعی و وزیر سابق محیط زیست و امور شهری[۱۴]
- همایون سیف‌الله خان، نماینده سابق مجلس ملی پاکستان[۱۴]
- عثمان سیف‌الله، نماینده مجلس سنای پاکستان[۱۴]
- سلیم سیف‌الله خان، نماینده مجلس سنای پاکستان[۱۴]

 فلسطین
- محمد مصطفی، وزیر سابق اقتصاد ملی[۱]

 پاناما
- ریکاردو فرانکولینی، رئیس سابق بانک دولتی Savings Bank[۱]

 پرو
- سزار آلمیدا، رئیس سابق سرویس ملی اطلاعات پرو[۱]

 لهستان
- پاول پیسکورسکی، شهردار سابق ورشو[۱]

 رواندا
- امانوئل داهیرو، ژنرال و رئیس سابق سازمان اطلاعات رواندا[۱۵]

 عربستان سعودی
- محمد بن نایف آل سعود، مقام جانشین پادشاه در عربستان سعودی و وزیر کشور عربستان سعودی[۱۶]

 اسپانیا
- خوزه مانوئل سوریا، وزیر صنعت، انرژی و توریسم[۱۷]

 سوئد
- فرانک بلفراژ، وزیر سابق امور خارجه[۱۸]

 بریتانیا
- مایکل اشکرافت، نماینده بازنشسته مجلس اعیان بریتانیا[۱۹]
- تونی بالدری، نماینده سابق مجلس عوام بریتانیا[۲۰]
- مایکل میتس، نماینده سابق مجلس عوام بریتانیا[۲۱]
- ئاملا شارپلز، نماینده مجلس اعیان بریتانیا[۲۲]

 ونزوئلا
- ویکتور کروز وفر، فرمانده سابق نیروهای مسلح ونزوئلا[۲۳]
- خسوس ویلانوئوا، رئیس سابق پترولئوس دی ونزوئلا[۲۴]

 زامبیا
- آتان شانسونگا، سفیر سابق زامبیا در ایالات متحده آمریکا[۲۵]

## نزدیکان و خویشاوندان مسئولان حکومتی
آرژانتین
- دنیل مونیوز، دستیار روسای جمهور سابق کریستینا فرناندس و نستور کیرشنر[۱]
- آلساندرو مینیچلی، همسر خولیو د ویدو از اعضای مجلس نمایندگان و وزیر سابق برنامه‌ریزی و سرمایه‌گذاری عمومی[۲۶]

 جمهوری آذربایجان
- مهربان علیوا، لیلا علی‌اف، آرزو علی‌اف، حیدر علی‌اف و سویل علی‌اف، خانواده رئیس‌جمهور الهام علی‌اف[۱]

 برزیل
- ایدالچیو دی کاسترو رودریگز دی اولیویرا، رشوه دهنده احتمالی به رئیس مجلس نمایندگان برزیل ادوارد کانها و یک کارآفرین پرتغالی[۱]

 کانادا
- آنتونی مرچنت، شوهر پانا مرچنت.[۲۷]
- هلن ماتیو، مشاور حقوقی، عضو شورای حقوقی کبک[۲۸]
- لوئیز تریز بلوئین، نیکوکار و تاجر سابق اهل مونترال[۲۹]
- آنت لاروش، رئیس ۱۵۰ شرکت در مونترال[۳۰]

 چین
- چن دانگ شنگ، نوه داماد مائو تسه‌تونگ[۳۱]
- دنگ ژیاگویی، شوهرخواهر رئیس‌جمهور چین شی جین پینگ[۱][۳۲]
- پاتریک هنری دویر، شریک تجاری فرانسوی خانم گو کایلای — همسر سابق وزیر بازرگانی چین و دبیر حزب چونگ‌کینگ بو شیلای، و قاتل محکوم شده[۱]
- ژیا لیکینگ، عروس لیو یون شان، عضو کمیته دائمی پلیتبوروی حزب کمونیست چین[۳۱]
- لی شینگ پوت، داماد جانگ گائو لی، عضو کمیته دائمی پلیتبوروی حزب کمونیست چین[۳۱]
- هو دهوا، پسر هو یائوبانگ دبیرکل سابق حزب کمونیست چین[۳۳]
- لی جزمین، نوه عضو سابق کمیته دائمی پلیتبوروی حزب کمونیست چین جیا کینگ لین[۱]
- لی شیائولین، دختر نخست‌وزیر سابق جمهوری خلق چین لی پنگ[۱]
- زنگ کینغوای، برادر معاون سابق رئیس‌جمهور زنگ کین هونگ[۳۱]

 اکوادور
- خاویر مولینا بونیلا، مشاور سابق رئیس دبیرخانه ملی اطلاعات اکوادور رومی والیو[۱]

 مصر
- علا مبارک، فرزند رئیس‌جمهور سابق حسنی مبارک[۱]

 فرانسه
- آرنو کلود، شریک حقوقی سابق رئیس‌جمهور سابق فرانسه نیکولا سارکوزی[۳۴]
- فردریک شاتیون، تاجر، متصل به مارین لو پن و جبهه ملی (فرانسه)[۳۵]
- نیکولا کروشت، حسابدار، متصل به مارین لو پن و جبهه ملی (فرانسه)[۳۵]
- ژان-ماری لو پن، پدر مارین لو پن، سیاست‌مدار و رئیس سابق جبهه ملی (فرانسه)[۳۶]
- ایزابل بالکانی، همسر پاتریک بالکانی[۳۷]

 غنا
- جان آدو کوفور، فرزند رئیس‌جمهور سابق جان کوفور[۱]

 گینه
- مامادی توره، بیوه رئیس‌جمهور سابق لانسانا کونته[۱]

 هندوراس
- سزار روزنتال، پسر معاون سابق رئیس‌جمهور جیمی روزنتال[۱]

 جمهوری ایرلند
- فرانک فلانری، مشاور سیاسی و رئیس سابق اداره سازمان‌ها و استراتژی حزب فاین گیل ایرلند[۳۸]

 ایتالیا
- جوزپه دونالدو نیکوزیا، متهم به دریافت رشوه در کنار سناتور سابق مجلس سنای ایتالیا مارچلو دل اوتری[۱][۳۹]
- سیلویو ساچی، قاضی سابق ناپل[۴۰]
- استفانو و روبرتو اوتاویانی، تاجران ایتالیایی. استفانو داماد جیانی لتا، مشاور سابق سیلویو برلوسکونی است.[۴۰]
- سانتیاگو واکا، حسابدار ایتالیایی[۴۰]

 هند
- راجندرا پاتیل، تاجر هندی[۴۱]
- جهانگیر سولی سورابجی، پسر سولی سورابجی دادستان سابق هند[۴۱]
- هاریش سالوه، وکیل عمومی هند[۴۱]

 ساحل عاج
- ژان کلاد دن دیا آمچی، شریک رئیس‌جمهور سابق ساحل عاج لوران باگبو[۱]

 قزاقستان
- نورعلی علی‌اف، نوه رئیس‌جمهور نورسلطان نظربایف[۱]

 مالزی
- محد نظیف‌الدین نجیب، فرزند نخست‌وزیر نجیب تون رزاق[۱] و پسرعمویش شای

 مکزیک
- خوان آرماندو هینوخوسا، پیمانکار مورد علاقه رئیس‌جمهور انریکه پنیا نیتو[۱]

 مراکش
- منیر ماجدی، رئیس دفتر مخصوصِ محمد ششم پادشاه مراکش[۱]

 پاکستان
- مریم، حسن و حسین فرزندان نواز شریف، نخست‌وزیر پاکستان[۱]
- حسن بوتو، برادرزاده بی‌نظیر بوتو[۱۴]
- سمینه دورانی، بیوه شاهکار الله دورانی، رئیس سابق بانک مرکزی پاکستان[۱۴]
- وسیم گلزار، از بستگان رئیس حزب جماعت اسلامی پاکستان (ق)[۱۴]
- دکتر اقبال سیف‌الله، متخصص قلب و از اعضای خاندان سیف‌الله[۱۴]
- جهانگیر سیف‌الله، رئیس گروه سیف و از اعضای خاندان سیف‌الله[۱۴]
- زین سوخرا، دوست صمیمی پسر نخست‌وزیر سابق، یوسف رضا گیلانی[۱۴]

 فلسطین
- طارق عباس، پسر محمود عباس[۴۲]
- محمد رشید، مشاور و مدیر مالی سابق یاسر عرفات[۴۲]

 روسیه
- سرگئی رولدوگین، آرکادی روتنبرگ و بوریس رومانوویچ روتنبرگ، دوستان رئیس‌جمهور ولادیمیر پوتین[۱]

 سنگال
- ممدو پویه، دوست کریم واده، پسر رئیس‌جمهور سنگال عبدالله واده[۴۳]
- پی‌یر گودیابی آتپا، معمار و مشاور ویژه رئیس‌جمهور سابق عبدالله واده[۴۴]

 آفریقای جنوبی
- کالوبوسه زوما، برادرزاده رئیس‌جمهور جاکوب زوما[۴۵]

 کره جنوبی
- رو جی هن، فرزند رئیس‌جمهور سابق روه تای-وو[۴۶]

 اسپانیا
- پیلار د بوربون، خواهر پادشاه سابق اسپانیا خوآن کارلوس اول[۴۷]
- میکائلا دومک سولیس بومونت، همسر میگل آریاس کانیته، کمیساریای اقدام برای تغییرات اقلیمی اتحادیه اروپا و کمیساریای انرژی اتحادیه اروپا و وزیر سابق کشاورزی، غذا و محیط زیست اسپانیا[۴۸]
- اولگر پویول، پسر جوردی پویول آی سولی، رئیس سابق دولت کاتالونیا[۴۹]
- فرانسیسکو و خوان خوزه فرانکو سوئلوس، نتیجه‌های فرانسیسکو فرانکو[۵۰]
- خاندان تیسن[۵۱]
- دمیتریو کارچلر کول و پسرانش، او پسر دمیتریو کارچلر سگورا، وزیر صنعت و اقتصاد در ابتدای حکومت فرانسیسکو فرانکو بود. پسران او هم‌اکنون سهامداران عمده شرکت گاز ناتورال و چند شرکت نفتی دیگر هستند.[۵۲]
- فرانسیسکو پائزا، یکی از مأموران مشهور سرویس‌های اطلاعاتی اسپانیا[۵۳]

 سوریه
- رامی مخلوف و حافظ مخلوف، پسردایی‌های بشار اسد[۱]

 بریتانیا
- ایان کامرون، پدر نخست‌وزیر دیوید کامرون[۵۴]
- مارک تاچر، پسر مارگارت تاچر[۵۵]

 سازمان ملل متحد
- کوجو عنان، فرزند دبیرکل سازمان ملل متحد کوفی عنان[۱]

## خانواده سلطنتی
بریتانیا
- سارا فرگوسن، همسر سابق شاهزاده اندرو[۵۶]

## شخصیت‌های دنیای ورزش

### اشخاصی که مرتبط بافیفابوده‌اند
- یوجنیو فیگوئردو، رئیس سابق کونمبول و معاون اول و عضو کمیته اخلاقی فیفا[۵۷]
- هیوگو و ماریانو جینکینز، تاجران آرژانتینی که در پرونده فساد در فیفا (۲۰۱۵) نقش داشتند.[۵۸]
- خوان پدرو دامیانی، عضو کمیته اخلاقی فیفا[۵۸]
- میشل پلاتینی، رئیس سابق یوفا[۵۸]
- جروم ولک، دبیرکل سابق فیفا[۵۸]

### بازیکنان فوتبال
- ماتیاس آسپر، والری کارپین، نیهات قهوه‌چی، تایفون کورکوت، دارکو کواچویچ، گابریل شورر و ساندر وسترفلد که حساب‌هایی به نامشان توسط باشگاه فوتبال رئال سوسیداد و روسای باشگاه به ویژه اینیاکی اوتغی، به سرکردگی خوزه لویس آرتیازارن، میگل فوئنتس، ماریا د لا پنیا، خوان لارزابال و اینیاکی بادیولا ساخته شده بود.[۵۹]
- گابریل هاینزه، فوتبالیست سابق آرژانتینی- در دوران منچستر یونایتد (به همراه مادرش) حساب داشته‌است.[۵۹]
- لیونل مسی، فوتبالیست باشگاه فوتبال بارسلونا و تیم ملی فوتبال آرژانتین[۵۷]
- برایان استین نیلسن، فوتبالیست سابق دانمارکی و مدیر ورزشی باشگاه ورزشی آرهوس[۶۰]
- مارک ریپر، فوتبالیست بازنشسته دانمارکی r[۶۰]
- کلارنس سیدورف، فوتبالیست سابق هلندی[۶۱]
- لئوناردو اویوا، فوتبالیست آرژانتینی[۵۹]
- ایوان زامورانو، مهاجم بازنشسته اهل شیلی- در دوران بازی در رئال مادرید حساب داشته‌است.[۵۹]

### اتومبیل‌رانی و موتورسواری
- نیکو رسبرگ، راننده فرمول یک آلمانی در تیم مرسدس بنز.[۶۲]
- الکس کریویه، قهرمان سابق مسابقات گراند پری موتورسواری جاده‌ای[۴۹]
- یارنو ترولی، راننده سابق مسابقات فرمول یک[۶۳]

### سایر ورزش‌ها
- نیک فالدو، گلف باز حرفه‌ای انگلیسی، هم‌اکنون آنالیزگر مسابقات گلف[۶۴]
- توماش بردیچ، تنیس‌باز حرفه‌ای اهل چک، نفر هفتم جهان[۶۵]
- آیون تیریاک، تنیس باز اهل رومانی[۶۶]

## شخصیت‌های دنیای سرگرمی و بازیگر
- پدرو آلمودوار، کارگردان اسپانیایی، فیلم‌نامه‌نویس، تهیه‌کننده و بازیگر سابق[۶۷][۶۸]
- آگوستین آلمودوار، تهیه‌کننده اسپانیایی و برادر کوچکتر پدرو آلمودوار[۶۷]
- آمیتاب باچان، بازیگر هندی[۶۹]
- آیشواریا رای، بازیگر هندی و دوشیزه دنیا.[۶۹]
- جکی چان، بازیگر هنگ‌کنگی[۷۰][۷۱]
- فرانکو دراگونه طراح سیرک آفتاب[۷۲]
- دیوید گفن، از مؤسسان شرکت دریم‌ورکس[۷۳]
- استنلی کوبریک، کارگردان سینما[۵۶]
- سایمون کاول، داور مسابقات تلویزیونی[۵۶]
- ماریو بارگاس یوسا نویسنده اهل پرو، برنده جایزه نوبل ادبیات[۷۴]
- نیکی وو، بازیگر تایوانی[۷۵]

## شخصیت‌های دنیای تجارت
- ایتزاک ابوهتزیرا، پسر دیوید ابوهتزیرا میلیاردر اسرائیلی[۷۶]
- فابریتزیو آلتامیرانو، تاجر اهل ال‌سالوادور[۷۷]
- لِو آونروویچ لِویو، تاجر اسرائیلی، مالک شرکت Lexinter International Inc[۷۶]
- لوکا دی مونتدزمولو، کارخانه‌دار و سیاست‌مدار ایتالیایی[۷۸][۷۹]
- خوزه روبرتو دوتریز فوگل‌باخ، تاجر اهل ال‌سالوادور[۷۷]
- کی‌پی سینگ، تاجر هندی[۸۰]
- وینود آدانی بازرگان هندی[۸۱]
- عمر عقاد، تاجر سعودی[۴۲]
- هولمان کارانزا، پسر ویکتور کارانزا[۸۲]
- راتان چاندا، مؤسس برند لباس Mexx[۶۱]
- نمایندگان و اعضای هیئت مدیره بانک لومی[۸۳][۸۴]
- جیکوب اِنگل، تاجر اسرائیلی فعال در صنعت معدن در آفریقا[۸۳][۸۴]
- لوکا دی مونتدزمولو تاجر و سیاست‌مدار ایتالیایی[۸۵][۸۶]
- دومنیکو د لئو، حسابدار ایتالیایی[۴۰]
- والنتینو گاروانی، طراح مد[۴۰]
- آنتونی گامبینر، تاجر انگلیسی و رئیس گروه شرکت‌های هالمن[۸۷]
- دَن گِرتلِر، میلیاردر اسرائیلی و مؤسس و رئیس گروه شرکت‌های DGI (Dan Gertler International)[۷۶]
- سولومان هیومز، اسقف باهامایی یک فرقه دینی کوچک[۸۸]
- سلیمان معروف، تاجر سوری/بریتانیایی[۸۹]
- اعضای خانواده نقاش[۹۰]
- ایدان اوفر، تاجر اسرائیلی مقیم لندن، مالک شرکت نفت‌کش‌های پاسیفیک[۸۳][۸۴]
- ایگور اولینوکوف میلیاردر آمریکایی[۸۷]
- ماریانا اولشفسکی، نویسنده مالی آمریکایی و مربی زندگی.[۹۱]
- فرانک تیمیش تاجر استرالیایی[۹۲]
- دُو وایزگلاس، وکیل اسرائیلی که در جریان مذاکرات صلح خاورمیانه نقش مهمی ایفا کرد (به ویژه در زمان آریل شارون)[۸۳][۸۴]
- تدی ساگی، میلیاردر اسرائیلی مقیم لندن[۸۳][۸۴]
- جیکوب واین‌روث، وکیل اسرائیلی[۸۳][۸۴]
- بنجامین وی، سرمایه‌گذار چینی-آمریکایی، رئیس گروه شرکت‌های نیویورک گلوبال[۸۷]
- سهام‌داران اصلی شرکت انهایزر-بوش اینبیف[۹۳]
- مالیکا سرینیواسان، مدیرعامل و رئیس هیئت مدیره شرکت تجهیزات کشاورزی TAFE - Tractors and Farm Equipment Limited[۴۱]
- عبدالرشید میر، مؤسس و مدیرعامل شرکت Cottage Industries Exposition Limited[۴۱]
- زاوارای پوناوالا، برادر میلیارد هندی سیروس پوناوالا و رئیس کمیته مدیریت باشگاه Royal Western India Turf Club[۴۱]
- موهان لال لوهیا، پدر سری پراکاش لوهیا، مؤسس و رئیس هیئت مدیره شرکت Indorama Corporation[۴۱]
- اونکار کانوار، رئیس هیئت مدیره و مدیر اجرایی شرکت تایر سازی Apollo(Apollo Tyres)[۴۱]
- خانواده گارواره (خانواده اباصاحب گارواره، یکی از بزرگترین کارخانه‌داران ایالت مهاراشترا در هند)[۴۱]
- شیشیر کی باجوریا، کارخانه‌دار هندی[۴۱]
- برت میراِستَت، عضو هیئت مدیره بانک ای‌بی‌ان آمرو و رئیس اسبق شرکت راه‌آهن‌های هلند[۹۴][۹۵]
- هدر میلز، کارآفرین[۵۶]
- بنی استایمتز، تاجر اسرائیلی[۷۶]
- نوبهار رضاخانی (مازیار رضاخانی)، بزرگترین فروشنده محصولات شرکت اپل در بازار سیاه و خاکستری در ایالات متحده[۹۶]
- آندرس وال، تاجر و رئیس سابق هیئت مدیره شرکت ولوو کارز[۹۷]

## سازمان‌های غیردولتی
- گونزالو دلاوو، رئیس شعبه شیلی سازمان شفافیت بین‌الملل[۹۸]

## جرایم سازمان‌یافته
- مارلوری چاگون روسل، قاچاقچی مواد مخدر گواتمالایی[۹۹][۱۰۰]
- خورخه میلتون سیفوئنتس ویا، قاچاقچی مواد مخدر کلمبیایی، رئیس کارتل سیفوئنتس ویا و شریک خواکین گوزمان[۹۹]
- رافائل کارو کوینترو، قاچاقچی مواد مخدر مکزیکی و یکی از پایه‌گذاران کارتل منهدم شده گوادالاخارا[۹۹]
- اقبال میرچی، مرد دست راست داوود ابراهیم، نفر اول لیست جنایتکاران تحت تعقیب هند[۱۰۱]